# 伊藤亜衣美
伊藤 亜衣美（いとう あいみ、1983年5月7日 - ）は、三重県出身の女子ハンドボール選手。
中学校からハンドボールを始め、暁高等学校、武庫川女子大学を経て2006年に三重バイオレットアイリスへ入団した。大学時代は学校教師を目指していた。ハンドボール全日本女子に選出されている。